# Ion Hobana
Ion Hobana (* 25. Januar 1931 in Sânnicolau Mare; † 22. Februar 2011 in Bukarest) war ein rumänischer Schriftsteller, der eigentlich Aurelian Manta Roșie hieß.
Ion Hobana studierte rumänische Literatur an der Universität Bukarest. 1955 begann er, Erzählungen und Romane zu veröffentlichen, verfasste aber auch Drehbücher (Dem Täter auf der Spur, 1960). Im Lauf der Jahre wurden seine Werke in mehr als zwanzig Sprachen übersetzt. Er war auch als Übersetzer und Herausgeber tätig und verfasste Sachbücher zur Science-Fiction-Literatur, etwa über Jules Verne, und solche über UFOs. Ab 2006 erschien seine Sammlung Ion Hobana prezintă maeștrii anticipației clasice (Ion Hobana präsentiert die Meister der klassischen Antizipation), in der u. a. Werke von Edgar Allan Poe, Robert Louis Stevenson, Edmond About, Jules Verne, Emilio Salgari, Frigyes Karinthy, Jack London und H. G. Wells publiziert wurden.
In Rumänien wird der nach ihm benannte Ion Hobana Award vergeben.

## Auszeichnungen
- 1969: Premiul Uniunii Scriitorilor (Preis des rumänischen Schriftstellerverbands)
- 1972: European Science Fiction Society Award für Vârsta de aur a anticipaţiei româneşti
- 1980: European Science Fiction Society Award für Douăzeci de mii de pagini în căutarea lui Jules Verne
- 1983: Premiul Uniunii Scriitorilor
- 1996: Premiul Uniunii Scriitorilor

## Bibliographie
Romane
- Ultimul val (1957)
- Caleidoscop (1958)
- Oameni şi stele (1963)
- Sfârşitul vacanţei (1969)
- Călătorie întreruptă (1989)

Sammlungen
- Un fel de spaţiu (1988)

Kurzgeschichten
- Ultimul văl? (1957)
- Cea mai bună dintre lumi? (1962, auch als I. Hobana)
  - Deutsch: Die beste der Welten. In: Edwin Orthmann (Hrsg.): Das Raumschiff. Herder, 1977, ISBN 3-451-17755-2. Auch als: Die beste aller Welten. In: Mircea Opriță, Herbert W. Franke (Hrsg.): SF aus Rumänien. Goldmann Science Fiction #23424, 1983, ISBN 3-442-23424-7.
- Drum deschis (1963)
- Episod cosmic (1963)
- Glasul trecutului (1963)
- Întâlniri în Timp (1963)
- Lumea "tăcerii"? (1963)
- Marele business (1963)
- Oameni și stele? (1963)
- Sub oglinzile mării? (1963)
- Un fel de spațiu? (1974) 
  - Deutsch: Eine Raumfrage. In: Maxim Jakubowski (Hrsg.): Quasar 2. Bastei Lübbe Science Fiction Bestseller #22019, 1980, ISBN 3-404-22019-6. Auch als: Wells auf der Spur. In: Mircea Opriță, Herbert W. Franke (Hrsg.): SF aus Rumänien. Goldmann Science Fiction #23424, 1983, ISBN 3-442-23424-7.
- Ploaia de seară? (1981)
- Emisiune nocturnă? (1985)
- Coborând în albastru? (1988)
- Emisfera vie (1988)
- Furtună în adâncuri? (1988)
- Timp pentru dragoste (1988)
- Tranzacția? (1988)

Sachliteratur
- Viitorul a inceput ieri - retrospectiva ancipaţiei franceze (1966)
- Imaginile posibilului: filmul ştiinţifico-fantastic (1968)
- Vârsta de aur a anticipaţiei româneşti (1969)
- OZN - o sfidare pentru raţiunea umană (Ufologie, 1971, mit Julien Weverbergh)
- Ufo's in Oost en West (Ufologie, 1972)
- Douăzeci de mii de pagini în căutarea lui Jules Verne (1979)
- Science fiction. Autori, cărţi, idei I (1983)
- Literatura de anticipaţie. Autori, cărţi, idei II (1986)
- Triumful visătorilor (Ufologie, 1991, mit Julien Weverbergh)
- Jules Verne în România? (1993)
- Enigme pe cerul istoriei (Ufologie, 1993)
- Un englez neliniştit: H.G. Wells şi universul SF (1996)

Herausgeber
- Das präparierte Klavier. Rumänische Science-fiction, 2 Bände, Auswahl und Vorwort von Ion Hobana, übersetzt von Erich Mesch, Kriterion Verlag, Bukarest 1982.